# Кантри-панк
Ка́нтри-панк, также ковбо́йский панк (англ. Cowpunk) — поджанр новой волны, который появился в Калифорнии в конце 1970-х — начале 1980-х. Он сочетает в себе панк-рок и новую волну с музыкой кантри, фолк-музыкой и блюзом. Впоследствии музыканты в этом стиле стали ассоциироваться с альт-кантри, хартленд-роком и сатерн-роком.